# Amerikaanse elft
De Amerikaanse elft (Alosa sapidissima) is een straalvinnige vis uit de familie van haringachtigen (Clupeidae), orde haringachtigen (Clupeiformes), die voorkomt in Noord-Amerika.

## Kenmerken
De Amerikaanse elft kan maximaal 76 centimeter lang en 5500 gram zwaar worden. De hoogst geregistreerde leeftijd is 11 jaar. Van de zijkant gezien heeft het zilverkleurige lichaam van de vis een normale vorm, van bovenaf gezien is de vorm het beste te typeren als gedrongen. De kop is min of meer recht. De ruggengraat bevat 51 tot 60 wervels. De soort heeft één rugvin met 15-19 vinstralen en één aarsvin met 18-24 vinstralen. Hij heeft geen tanden op de kaken.

## Verspreiding en leefgebied
Het verspreidingsgebied van de Amerikaanse elft bevindt zich aan de oostkust van Noord-Amerika, met name van Florida tot het noorden van Labrador.
De Amerikaanse elft komt zowel in zoet, brak als zout water voor en is gebonden aan gematigde wateren. De soort is voornamelijk te vinden in rivieren, kustwateren en zeeën op een diepte van maximaal 250 meter.

## Leefwijze
Het dieet van de vis bestaat hoofdzakelijk uit macrofauna en vis.

## Relatie tot de mens
De Amerikaanse elft is voor de visserij van aanzienlijk commercieel belang. Bovendien wordt er op de vis gejaagd in de hengelsport.
De soort staat als niet bedreigd op de Rode Lijst van de IUCN.